# منتخب البوسنة والهرسك لكرة السلة
منتخب البوسنة والهرسك لكرة السلة هو ممثل البوسنة والهرسك الرسمي في المنافسات الدولية في كرة السلة. ينتمي إلى منطقة الاتحاد الأوروبي لكرة السلة. انضم إلى الاتحاد الدولي لكرة السلة في عام 1992.